# Біла (притока Кубані)
Бі́ла (рос. Бе́лая; адиг. Шъхьэгуащэ) — річка, ліва притока Кубані (впадає в Краснодарське водосховище). Довжина 273 км, площа басейну 5990 км². Бере початок на Головному, або Вододільному хребті Великого Кавказа, у вершин Фішт і Оштен. У верхній течії має риси типової гірської річки з деякою кількістю каньйонних ділянок, в нижній течії набуває рівнинного характеру. Живлення змішане — льодовикове, снігове, дощове.
Головні притоки: Пшеха, Курджипс, Руфабго. 
На Білій розташовані міста Майкоп, Бєлорєченськ, селища Каменномостський, Тульський. Енергетичний потенціал річки використовується Бєлорєченським каскадом ГЕС, що складається з Бєлорєченської та Майкопської ГЕС (сумарна потужність станцій — 57,4 Мвт, вироблення — 241,9 млн кВт·ч/рік).